# Ассінібойни

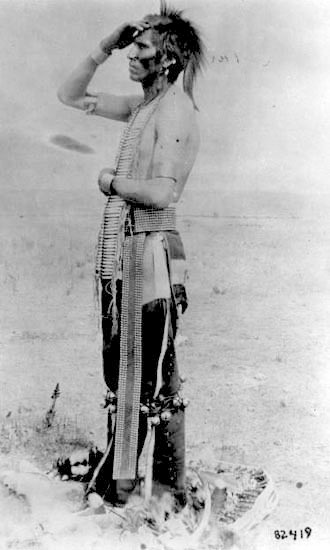
Індіанець-ассінібойнець, штат Монтана, 1890—1891.

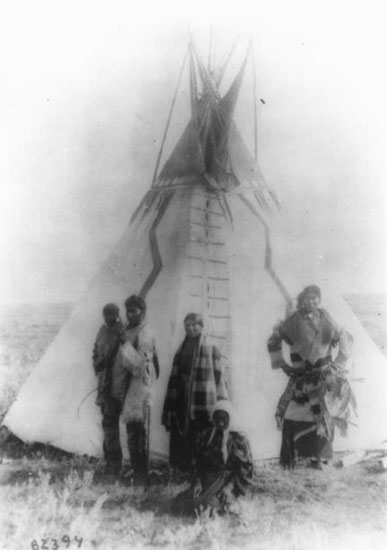
Сім'я ассінібойнів, Монтана, 1890—1891.

Ассінібо́йни, (англ. Assiniboine — «кам'яні сіу», мовою оджібве: Asiniibwaan, мовою крі: Asinipwat) — етнічна група (народ) америндів, яка проживає в США та Канаді. Розмовляє мовою сіу. Назва племені, що належить до племен алгонкінської групи — походить від їх звичаю варити їжу, кидаючи в глечик з водою розпечений на вогні камінь.

## Історія
Спочатку ассінібойни проживали на північній території Великих рівнин у центрі нинішнього Саскачевану. Вони також населяли частину Альберти, південний захід Манітоби, північ штату Монтана і захід штату Північна Дакота. Широковідомі серед білих поселенців наприкінці 18 і початку 19 століть.
Портрети ассінібойнів писали відомі художники Карл Бодмер і Джордж Кетлін. Ассінібойни багато в чому схожі на народ лакота — звичаями, мовою і культурними традиціями. Антропологи включають ассінібойнів у підгрупу накодо народів сіу. Припускають, що ассінібойни відкололися від племені янктонай-накота в XVI столітті. Вони тісно пов'язані за походженням і мови з племенем стогни, нині мешкає в провінції Альберта. Ассінібойни були союзниками і торговими партнерами Алгонкінських народів рівнинних крі і рівнинних оджибве, разом з ними воювали проти гровантрів, чорноногих, Сіу, Сарса, Кроу, не-Персія та інших.
Ассінібойни звикли до життя на рівнинах, тому вони не просувалися на північ далі річки Північний Саскачеван, і закуповували товари у Компанії Гудзонової Затоки через посередників з племені крі. Ассінібойни вели напівкочовий спосіб життя, слідували за стадами бізонів в теплу пору року, а також торгували з білими. З часом утворився союз ассінібойнов з племенами манданів, хідатса і арікара. У 1885 році ассінібойни Канади разом з крі приєдналися до повстанню метисів, керованому Луї Ріел і Габріелем Дюмонт.
В даний час значна частина ассінібойнов, разом з представниками інших сіуанскіх народів, мешкають в резервації Форт-Пек на північному сході штату Монтана, а також разом зі своїми колишніми ворогами гровантрамі в резервації Форт-Белнеп в північно-центральній частині Монтани.
Два есмінця ВМС Канади носили назву «Ассінібойн».

## Галерея зображень

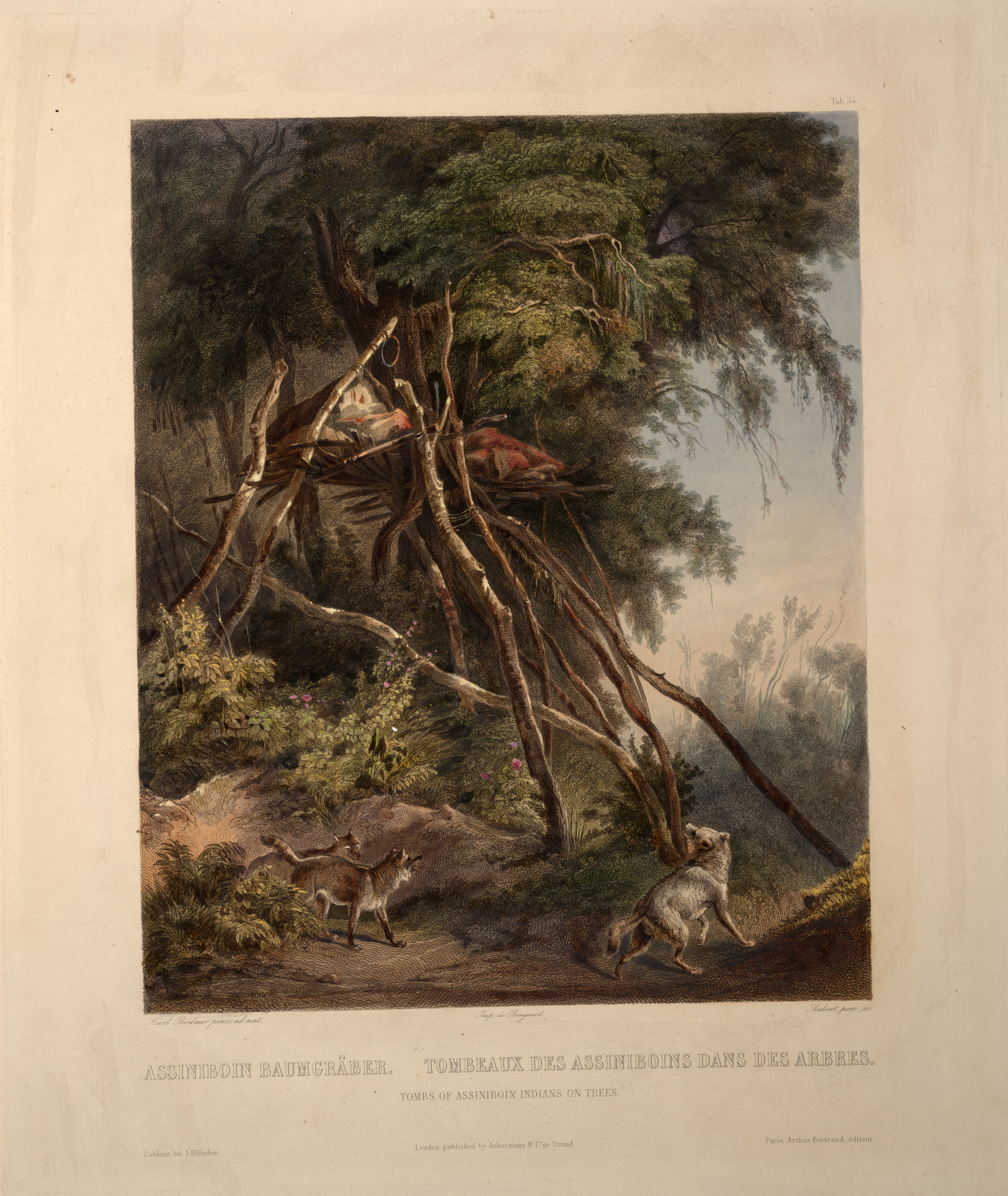
Могили ассінібойнів на деревах
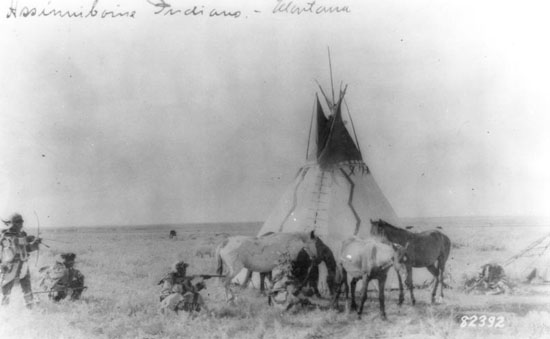
Ассінібойни в Монтані, 1890-1891.

## Групи
- «Айгітіна»(англ. Aegitina) (Табір перехід на вбивство «)
- „Бізебіна“(англ. Bizebina) („Ховрашки“)
- „Кепагубі“(англ. Cepahubi) (Великий органів»)
- «Кандада» (англ. Canhdada) ("Молді люди ")
- «Кангьюінкаста» (англ. Canhewincasta) («лісистих гір-люди» або «Дерево горі людей» — «люди, які живуть навколо дерева гори»
- «Каннугабі» (англ. Canknuhabi) ("ті, що несуть свої дрови ")
- «Губесабіна»(англ. Hudesabina) ("червоне дно"або " червоний корінь ", відділений від Wadopabina в р. 1844)
- «Гебіна (Йе-Ха-Йабіне» (англ. Hebina (Ye Ха Yabine)), Гори Камінь Людей, часто званий міцного дерева або Тиквуд Ассінібойни, пізніше основної групи гір Стоні-Накода)
- «Гугумасмібі» (англ. Huhumasmibi) («Кістки пилососів»)
- «Гугуганегабі» (англ. Huhuganebabi) ("Кістки Дробарки)
- «Ген Атонваабіна» (англ. Hen atonwaabina), («маленькі камінь»)
- «Нуантонванбіна» (англ. Inyantonwanbina), («кам'яних людей» пізніше відомий як «Накода (Стоні))»
- «Іннінаонбі» (англ. Inninaonbi) ('тихі люди ")
- «Інсаомбі» (англ. Insaombi) " ", («ті, хто Побуду наодинці», відомий також як «Сейприс-Гілс Ассінібойни»)
- «Іноганвінкаста» (англ. Indogahwincasta) " ", («східної народної»)
- «Мінісосе Свинібі» (англ. Minisose Swnkeebi) " ", («Річка Міссурі собак банд»)
- «Мінісатонванбі» (англ. Minisatonwanbi), («Червона вода народна»)
- «Оснібі» (англ. Osnibi), («Люди холодної '»
- «Птегабіна» (англ. Ptegabina), («Болото Люди»)
- «Сунксебі» (англ. Sunkcebi) " ", («Банд Собаків»)
- «Сагіяаяескабі» (англ. Sahiyaiyeskabi), («Рівнини Крі-Казар ', також відомий які Крі-Ассінібойни / Молоді собаки»)
- «Снугабі» (англ. Snugabi), («Всупереч народній»)
- «Сінабі» (англ. Sihabi), ("Ноги люди ")
- «Танідабі» (англ. Tanidabi), («Буффало Стегно»)
- «Токанбі» (англ. Tokanbi), («Чужі»)
- «Танзінапебіна»(англ. Tanzinapebina), («Власники гострі ножі»)
- «Унскага» (англ. Unskaha), («Лацюхи»)
- «Вадопабіна» (англ. Wadopabina), («Каное водників»)
- «Вадопагнатонван Вісійвбінай» (англ. WadopahnatonwanWiciyabinai), («Каное водників»)
- «Вісійабінай»(англ. Wiciyabinai) " ", які живуть на Прерій
- «Вісійбінай» (англ. Wiciyabinai), («ті, що йдуть до танцю»)
- «Вазіяамвінкастай» (англ. Waziyamwincastai), («Люди Півночі»)
- «Васіназініабіі» (англ. Wasinazinyabii), («Жир курців»')
- «Вокпанбі» (англ. Wokpanbi) («М'ясо Турбине»)

## Сучасний стан
Сьогодні значне число ассінібойнів живе спільно з іншими племенами: крі, сонто, сіу та гровантри в індіанських резервах у Канаді і США.